# Twisterella
«Twisterella» es una canción de la banda británica Ride que apareció en el álbum Going Blank Again y del EP Grasshopper de 1992. Fue lanzada como sencillo en abril de ese mismo año, reapareciendo junto con los temas de su cara B en la reedición del disco en 2001. 

## Historia
El tema, según el análisis publicado por Allmusic, sigue un camino mucho más pop que los trabajos anteriores de Ride. El resto de las piezas componentes del sencillo tienen un sonido más experimental, como el caso de la balada «Howard Hughes», que fue destacada entre las 10 mejores canciones del grupo según una columna de The Guardian.
Alcanzó el lugar número 36 del UK Singles Chart. En Estados Unidos alcanzó el puesto 12 en el  U.S. Modern Rock, superando a «Leave Them All Behind». La estética de su video promocional está inspirada en el concierto que The High Numbers (posteriormente The Who) ofreció en el Railway Hotel de Londres en 1964.
El grupo estadounidense Death Cab for Cutie publicó una versión de la canción en 2011.

## Lista de canciones
| CD CRESCD 150 |                     |               |                                                 |                |          |  |
| N.º           | Título              | Letras        | Música                                          | Vocalista      | Duración |  |
| 1.            | «Twisterella»       | Mark Gardener | Andy Bell, Loz Colbert, Gardener, Steve Queralt | Gardener       | 3:41     |  |
| 2.            | «Going Blank Again» | Bell          | Bell                                            | Gardener, Bell | 3:21     |  |
| 3.            | «Howard Hughes»     | Bell          | Bell                                            | Gardener, Bell | 4:03     |  |
| 4.            | «Stampede»          | Gardener      | Gardener                                        | Gardener       | 4:15     |  |
| 15:20         |                     |               |                                                 |                |          |  |

## Personal
- Mark Gardener: voz principal, voces, guitarra rítmica
- Andy Bell: voz principal, voces, guitarra solista
- Steve Queralt: bajo
- Laurence "Loz" Colbert: batería, percusión
- Alan Moulder: grabación, producción, mezcla
- Matt Oliver: grabación, producción, mezcla
- Jock Sturges: fotografía[8]

## Posición en las listas
| Año  | País           | Lista            | Posición | Semanas en lista |
| ---- | -------------- | ---------------- | -------- | ---------------- |
| 1992 | Reino Unido    | UK Singles Chart | 36       | 2                |
| 1992 | Estados Unidos | U.S. Modern Rock | 12       | 8                |